# Naru Nanao
Naru Nanao  (七尾 奈留?, Nanao Naru) (pseudonimo) (Okinawa, ...) è una disegnatrice e illustratrice giapponese molto popolare in patria, soprattutto tra gli appassionati di videogiochi bishōjo.
Il suo pseudonimo deriva dal nome di Runa Nanao (七尾 留奈?, Nanao Runa), una delle eroine del gioco Aries della software house Circus. Essendo un'artista indipendente, non legata ad una ditta in particolare, ha potuto partecipare a progetti diversi tra loro e per diverse compagnie. Fa inoltre parte di un circolo di dōjinshi, "Ice and Chocolate" (あいすとちょこ?, Aisu to Choko) ed ha collaborato anche con un altro circolo, "Poteneko" (ぽてねこ?).
Iniziò a lavorare nel campo dei videogiochi nel 2000 ma è nota soprattutto per la caratterizzazione di tre delle eroine della visual novel originale di D.C. ~Da Capo~ (pubblicata nel 2002 dalla Circus) e per la caratterizzazione dei personaggi femminili di Ef: A Fairy Tale of the Two. (pubblicata dalla Minori nel 2006 e da cui fu tratta nel 2007 la serie anime Ef - a tale of memories).

## Visual novel
Nel 2000 esordì come art director in Cave Castle Cavalier della Dall. Quello stesso anno, lavorò su Kinki 2 -Taboo-: Hospital Taboo per la Succubus. L'anno dopo, a tre giochi per la Circus: Infanteria, Suika, e Archimedes no Wasuremono. Sempre nel 2001, la Nanao lavorò per la prima volta ad una visual novel per tutte le età: Quiz Saitama Rengō no Yabō.
Nel 2002, collaborò al primo simulatore di appuntamenti della serie di D.C. ~Da Capo~ caratterizzando tre eroine: Nemu Asakura, Sakura Yoshino, e Kotori Shirakawa. Malgrado la popolarità ottenuta, non avrebbe collaborato ai giochi successivi della stessa serie. Sempre nel 2002, lavorò al gioco Panic!! Kerokero Ōkoku per la Pajama Soft.
Nel 2003, Nanao collaborò con la Circus e la PrincessSoft nello sviluppo di Sakura: Yuki Tsuki Hana, gioco per tutte le età. Nel 2004, Nanao disegnò due delle eroine del gioco originale di Canvas 2 ~Niji iro no sketch~: Elis Hōsen e Kiri Kikyō, per la F&C FC01. Nel 2006, Nanao iniziò la collaborazione con la Minori, per la sua serie di Ef: A Fairy Tale of the Two., di cui disegnò i personaggi femminili, mentre quelli maschili furono affidati a 2C Galore.
Il 28 gennaio 2011 è uscito il gioco di Canvas 4 ~Achrome Étude~, che vede Naru Nanao riprendere in mano il personaggio di Elis Hōsen, anche se relegato ad un ruolo minore.

## Altre iniziativa
Nel 2006, Naru Nanao, assieme a Naoki Hisaya (il principale sceneggiatore di Kanon) lavorò al progetto Sola, per cui fornì il character design originale usato come modello per le serie anime e manga omonime. Nel 2007, la Nanao iniziò a collaborare con la rivista Dengeki G's Magazine come character designer di Ohime-sama Navigation, progetto di un gioco la cui partecipazione era rivolta ai lettori della rivista.
Un'altra collaborazione al di fuori dei simulatori di appuntamenti è stata Majo ni Naru (魔女になる。?), un gioco d'avventura di ambientazione fantasy, messo in commercio in Giappone nel 2009 su Nintendo DS e destinato a un pubblico prevalentemente adolescenziale. Protagonista del gioco è Vicky, una bambina povera che però desidera diventare una grande strega, nonostante la scuola di magia sia riservata alle classi più agiate. È stato tradotto in lingua inglese e pubblicato nel 2010 dalla Natsume, col titolo di Witch's Wish.
Naru Nanao è anche illustratrice, ed ha realizzato il disegno sulla copertina frontale del catalogo del Comiket 70. Ha realizzato anche disegni dedicati a personaggi originariamente caratterizzati da altri autori. Il 12 luglio 2009 un disegno da lei realizzato su Kagami Hiiragi (una delle eroine di Lucky Star) è stato battuto all'asta via Internet da Yahoo! Japan e venduto al prezzo finale di 1.311.000 yen (un milionetrecentoundicimila yen).